# Dario Fo
Dario Luigi Angelo Fo [ˈdaːrjo ˈfɔ] (Sangiano, 24 de março de 1926 – Milão, 13 de outubro de 2016) foi um escritor, dramaturgo e comediante italiano.
Recebeu o Nobel de Literatura de 1997.

## Biografia
Nasceu em Sangiano, pequena localidade às margens do Lago Maggiore na província de Varese, norte da Itália.
Sua família era composta por seu pai Felice, socialista, mestre da estação e actor em uma companhia amadora do teatro; sua mãe Pina Rota, uma mulher da imaginação e talento (nos anos 1970, teve um livro autobiográfico publicado por Einaudi, contando a história de sua cidade natal); seu irmão Fúlvio; sua irmã Bianca e seu avô materno, que teve uma fazenda em Lomellina, onde Dario passou suas férias da infância.

## Vida

### Infância
Durante as visitas de Dario, sdadentes, e nestas histórias introduzia a notícia e anedotas sobre eventos locais. Suas crônicas satíricas e oportunas deram-lhe o apelido de Bristìn (semente da pimenta). Foi de seu avô, sentando-se ao lado dele em suas viagens, que Dario começou a aprender os rudimentos do ritmo narrativo.
Dario passou sua infância a mudar-se de uma cidade para outra, porque os postos de seu pai foram mudando de acordo com o que desejavam as autoridades ferroviárias. Mas mesmo que a geografia remanescesse em um fluxo, o ajuste cultural era sempre o mesmo. Enquanto o menino crescia, tornou-se educado na tradição narrativa local. Com paixão crescente, sentava-se nas tavernas ou piazze e punha-se a escutar sem cansar os mestres vidraceiros e os pescadores, que — na tradição oral do Fabulatore — trocariam fábulas embebidos num tom satírico político pungente.

### Juventude

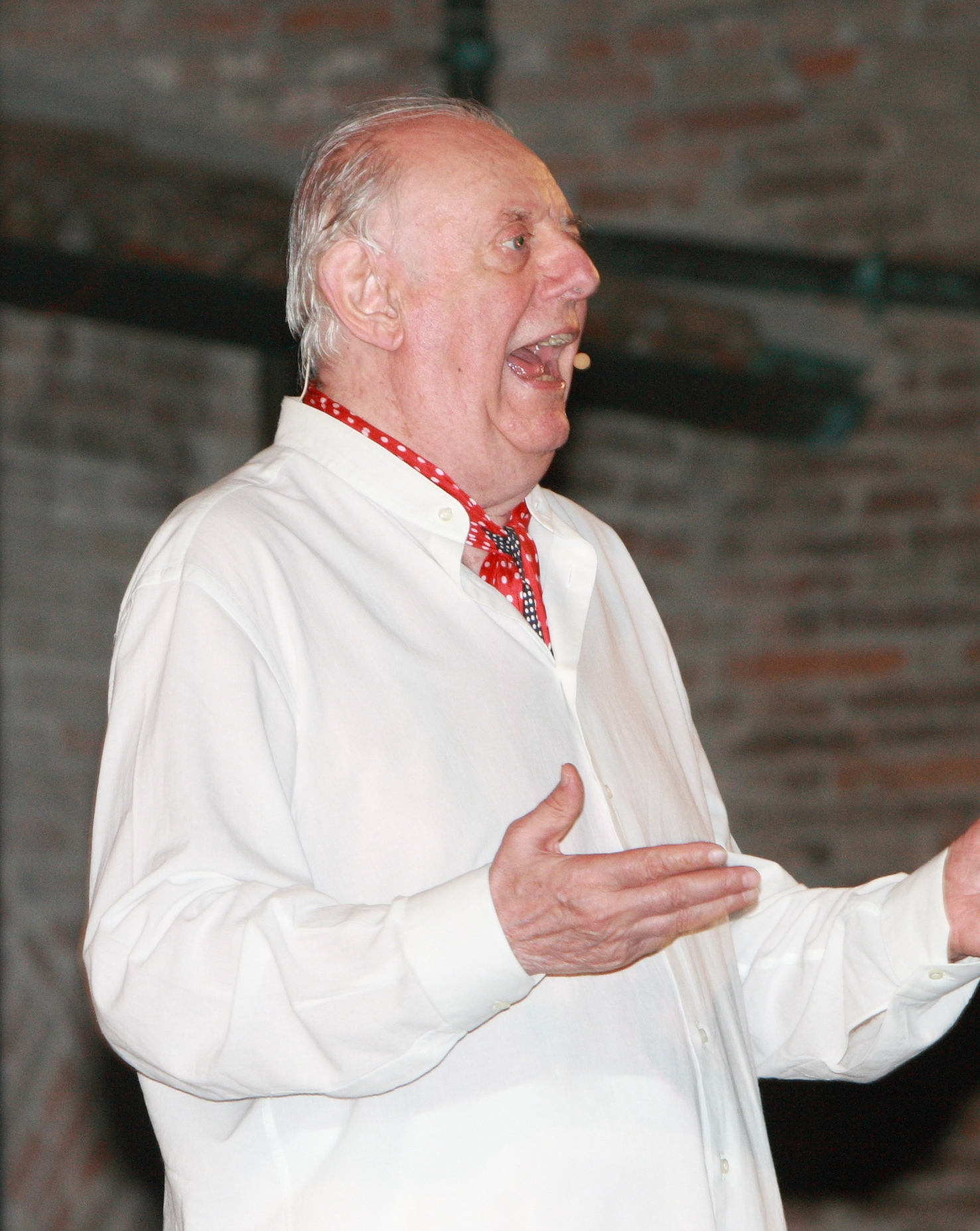
Dario Fo em Cesena em 2008

Em 1940 mudou-se de Luino para Milão para estudar arquitectura na Academia de Arte de Brera.
Quase no final da guerra, Dario foi conscrito no exército da República de Salò. Consegue escapar e gasta os últimos meses da guerra escondida em um quarto de loja num sótão. Seus pais são ativos na resistência, sendo que seu pai organiza o transporte de cientistas judeus e prisioneiros de guerra britânicos fugidos para a Suíça de trem; sua mãe ocupa-se de cuidar de partisans feridos.
No fim da guerra, Dario retorna a seus estudos na Academia de Brera e realizando cursos de arquitetura no Instituto Politécnico.
Entre 1945 e 1951 foca sua atenção em projetos de palcos e decoração teatral. Nessa época começa a improvisar monólogos.
Muda-se com sua família para Milão. Mama Fo, a fim ajudar a seu marido a manter os três filhos na faculdade, esmera-se como uma fabricante de camisas.
Para os Fos mais novos, este é um período da leitura intensas. Gramsci e Marx são devorados junto com novelistas norte-americanos e as primeiras traduções de Brecht, de Mayakovsky e de Lorca.
Nos anos posteriores imediatos, o teatro italiano submete-se a uma volta verdadeira, empurrada principalmente pelo fenômeno do novo teatri do piccoli (theatros pequenos) que teve um papel chave no desenvolvimento da ideia "de um palco popular".
Fo é envolvido por este movimento efervescente e prova ser um teatrólogo insaciável — mesmo que geralmente não pudesse ter recursos para comprar um assento e tivesse que ficar em pé entre os performáticos. Mamma Fo mantem uma mente aberta e uma casa aberta para conhecimentos novos das suas crianças, entre eles Emilio Tadini, Alik Cavalieri, Piccoli, Vittorini, Morlotti, Treccani, Crepax, alguns deles já famosos.
Durante seus estudos da arquitetura, ao trabalhar como arquiteto assistente e decorador, Dario começa a entreter seus amigos com os contos como aqueles que ouvia nas tavernas no entorno do lago durante sua infância.
No verão de 1950, Dario procura por Franco Parenti que foi apresentado pelo jovem cômico teatrólogo com uma parábola de Caim e Abel, uma sátira em que Caim, nano do poer (pequena coisa pobre), um tolo miserável, é qualquer coisa menos malvado. É justo que cada vez que tenta, nano do poer, imitar o esplêndido, loiro e de olhos azuis, Abel se envolve em problemas. Após ter sofrido um desastre após outro, finalmente fica louco e mata o esplêndido Abel. Franco Parenti convida entusiasticamente Fo para se juntar a sua companhia de teatro.

## Indicação para presidente da Itália
Durante a indefinição política após as eleições parlamentares de 2013 Fo foi indicado para concorrer ao cargo de Presidente da Itália pelo líder do Movimento 5 Estrelas (M5S), o ex-comediante Beppe Grillo

## Morte
Dario Fo morreu em Milão, em 13 de outubro de 2016, por complicações pulmonares.